# 巴斯工作生活博物馆
巴斯工作生活博物馆（Museum of Bath at Work）是英格兰萨默塞特郡巴斯的一座地方历史博物馆。 
发现巴斯那些关于工作文化遗产的故事，2000年 – 从罗马时期到18世纪的建筑、工程和现代高科技技术。
该博物馆成立于1978年，作为巴斯工业遗产信托。原为十九世纪的鲍勒矿泉水公司，成立于1872年。 1969年鲍勒公司关闭时，被一位当地商人收购，其明确意图是建立一个博物馆。 使用原始照片，仔细地重建了维多利亚时代的车间、办公室和装瓶厂。此外，还保存了10，000 多个瓶子和数千份文件。 
今天，博物馆寻求展示巴斯跨越2000年历史的商业发展。除了鲍勒公司之外，重建项目还包括一个 橱柜制造商的车间和巴斯岩的采石场，配有起重机和工具。1999年，收购了一辆罕见的1914年霍斯特曼汽车，2003年，一个全面的展览，《巴斯在工作：谋生的2000年》开幕。2007年，在哈德逊画廊的当地历史展览开幕。2007年，博物馆收购了一台非常罕见的格里芬六冲程燃气发动机，在2001年从伦敦运来后，一直在储存在萨默塞特郡的約維爾，它于1885年制造，曾在伯明翰科技博物馆保存数年。 它是已知仅有的两台机器，另一台在柴郡的安森发动机博物馆。
博物馆本身，卡姆登工程Camden Works,始建于1777年，作为真实网球的室内比赛球场。